# Europamästerskapen i hastighetsåkning på skridskor för herrar 1892
Europamästerskapen i hastighetsåkning på skridskor för herrar 1892 hölls i Wien i Österrike-Ungern den 25 januari 1892. Liksom föregående år arrangerades mästerskapet av det tyska och österrikiska skridskoförbundet och kunde därför inte anses vara ett officiellt mästerskap. Det internationella förbundet International Skating Union (ISU) bildades först i juli 1892. 
Det tävlades i distanserna ⅓ engelsk mil (536 meter), 1 engelsk mil (1 609 meter) och 3 engelska mil (4 828 meter).

## Resultat

### ⅓ engelsk mil (536 meter)
| Placering | Namn                  | Nation           | Tid    |
| --------- | --------------------- | ---------------- | ------ |
| 1         | Hermann Galler        | Österrike-Ungern | 1.10,0 |
| 2         | Franz Schilling       | Österrike-Ungern | 1.15,5 |
| 3         | Heinrich Kern         | Österrike-Ungern | 1.20,0 |
| 4         | Josef Rössler-Ořovský | Böhmen           | 1.21,0 |

### 1 engelsk mil (1 609 meter)
| Placering | Namn                  | Nation           | Tid             |
| --------- | --------------------- | ---------------- | --------------- |
| 1         | Franz Schilling       | Österrike-Ungern | 3.53,2          |
| 2         | Hermann Galler        | Österrike-Ungern | 4.03,0          |
| 3         | Heinrich Kern         | Österrike-Ungern | 4.11,0          |
|           | Josef Rössler-Ořovský | Böhmen           | Fullföljde inte |

### 3 engelska mil (4 828 meter)
| Placering | Namn                  | Nation           | Tid     |
| --------- | --------------------- | ---------------- | ------- |
| 1         | Franz Schilling       | Österrike-Ungern | 12.21,0 |
| 2         | Heinrich Kern         | Österrike-Ungern | 14.06,0 |
| 3         | Hermann Galler        | Österrike-Ungern | 14.08,0 |
| 4         | Josef Rössler-Ořovský | Böhmen           | 14.50,0 |

### Sammanlagt
| Placering | Namn                  | Nation           | ⅓ engelsk mil | 1 engelsk mil   | 3 engelska mil |
| --------- | --------------------- | ---------------- | ------------- | --------------- | -------------- |
| 1         | Franz Schilling       | Österrike-Ungern | 1.15,5 (2)    | 3.53,2 (1)      | 12.21,0 (1)    |
| 2         | Hermann Galler        | Österrike-Ungern | 1.10,0 (1)    | 4.03,0 (2)      | 14.08,0 (3)    |
| 3         | Heinrich Kern         | Österrike-Ungern | 1.20,0 (3)    | 4.11,0 (3)      | 14.06,0 (2)    |
|           | Josef Rössler-Ořovský | Böhmen           | 1.21,0 (4)    | Fullföljde inte | 14.50,0 (4)    |